# Yernur Fidakhmetov
Yernur Fidakhmetov (3 maggio 1997) è un lottatore kazako, specializzato nella lotta greco romana.

## Palmarès
- Campionati asiatici

Ulaanbaatar 2022: bronzo nei 60 kg.